# الأزمة النقدية في الأرجنتين (2018-مستمرة)

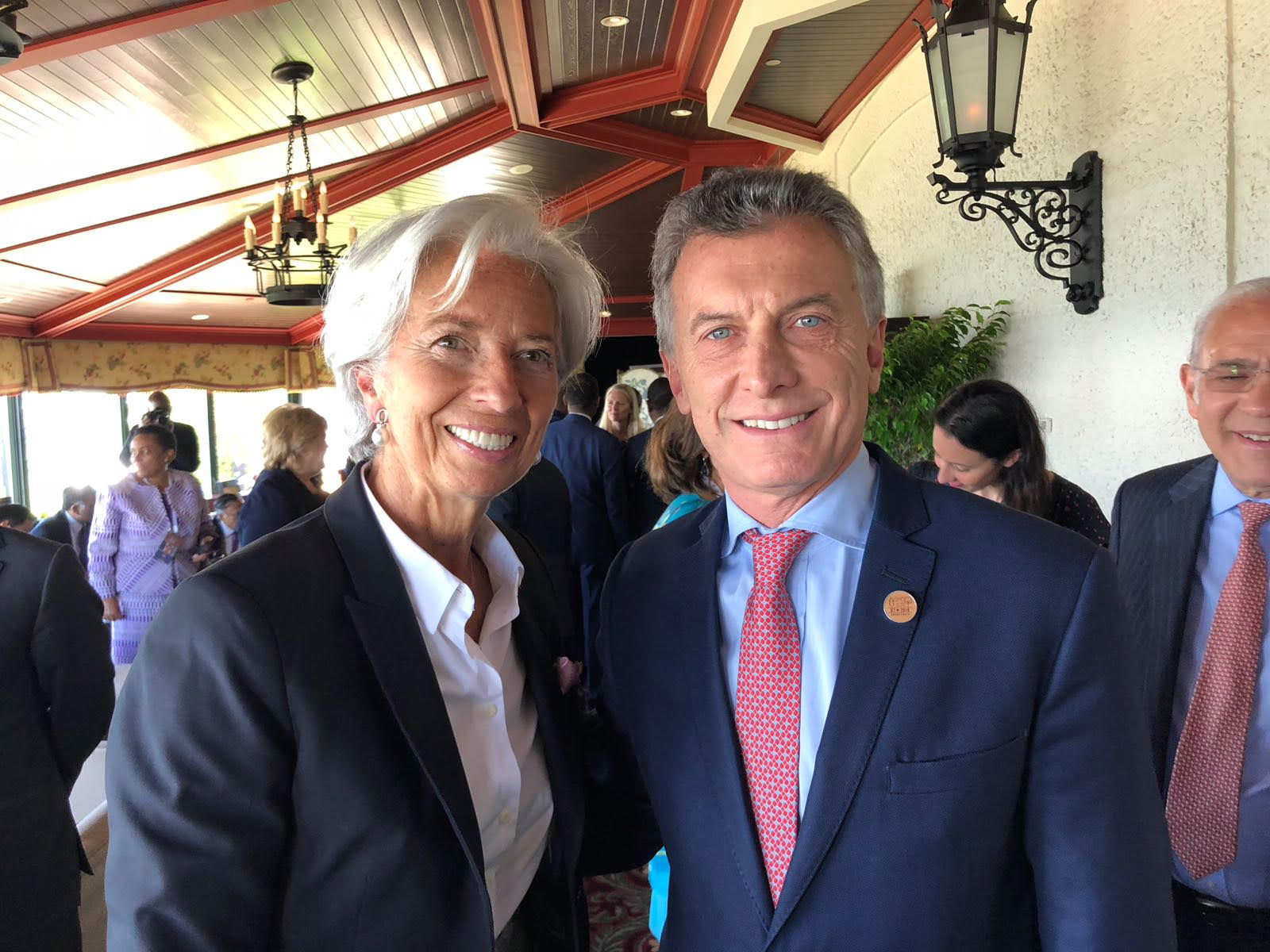
الرئيس ماوريسيو ماكري والمديرة التنفيذية لصندوق النقد الدولي كريستين لاغارد في قمة مجموعة السبع لعام 2018 في كندا.

الأزمة النقدية في الأرجنتين 2018 إلى الوقت الحاضر هي انخفاض حاد ومستمر في قيمة البيزو الأرجنتيني بسبب ارتفاع التضخم والانخفاض الحاد في القيمة المتصورة للعملة على المستوى المحلي حيث فقدت القوة الشرائية باستمرار إلى جانب عوامل محلية ودولية أخرى. ونتيجة لذلك طلبت رئاسة ماوريسيو ماكري قرضا من صندوق النقد الدولي.

## الخلفية
انتهت رئاسة كريستينا فرنانديز دي كيرشنر في عام 2015 وشارك الرئيس الجديد ماوريسيو ماكري في تغيير العديد من جوانب اقتصاد الأرجنتين التي خلفتها كيرشنر. وقد استنفدت احتياطيات بنك الأرجنتين المركزي من العملات الأجنبية وبلغ معدل التضخم السنوي أكثر من 30 في المائة وكانت البلاد تتمتع بأعلى معدلات الضرائب في تاريخها. وبلغ العجز في ميزانية الحكومة 8% وواجهت الحكومة معارك قانونية دولية بشأن تخلفها عن سداد الديون السيادية بعد أن رفضت إدارة كيرشنر الاستمرار في سداد الديون الخارجية الهائلة المستحقة على البلاد. وقد تم فرض ضوابط صارمة على العملة منذ عام 2011 مما أدى إلى إنشاء سوق ظل موازية للعملات الأجنبية. أدى الانخفاض العالمي في أسعار السلع الأساسية إلى انخفاض حاد في عائدات التجارة المتوقعة مما أدى إلى مزيد من الضغط على اقتصاد البلاد.
كانت إحدى السياسات الاقتصادية الأولى للرئيس ماكري هي إزالة الضوابط على العملة مما سمح للأرجنتينيين بشراء وبيع العملات الأجنبية بحرية في السوق. ومن السياسات المبكرة الأخرى إلغاء حصص التصدير والرسوم الجمركية على الذرة والقمح. تم تخفيض التعريفات الجمركية على استيراد فول الصويا وهو أكثر صادرات الأرجنتين ربحا من 35 إلى 30 بالمائة.
كما أعلن ماكري نهاية العجز الوطني. ورغم أن هذه التدابير لاقت استحسان الخبراء ومنظمات التجارة الأجنبية فإنها فشلت في تحقيق الازدهار الاقتصادي الذي وعدت به إدارة ماكري خلال الحملة الانتخابية. وظل التضخم مرتفعا والنمو الاقتصادي ضعيفا. ومع ذلك كان النمو الاقتصادي الصغير كافيا لتزويد ماكري بالنصر في انتخابات التجديد النصفي لعام 2017 متجاوزا كيرشنر في مقاطعة بوينس آيرس بفارق كبير.

## الأزمة المستمرة
منذ أواخر عام 2010 ظل التضخم المطول يمثل مشكلة مستمرة لاقتصاد الأرجنتين حيث بلغ معدله السنوي 25٪ في عام 2017 في المرتبة الثانية بعد فنزويلا في أمريكا الجنوبية والأعلى في مجموعة العشرين. في 28 ديسمبر أعلن البنك المركزي الأرجنتيني بالتعاون مع وزارة الخزانة عن تغيير هدف التضخم. وقد حاول البنك المركزي خفضها إلى 15% من خلال تعديل أسعار الفائدة لكن هذه الجهود لم تنجح إلا في وقف المزيد من التضخم بدلا من خفضه. أدى الجفاف الشديد الذي صنف من بين أسوأ الكوارث الطبيعية في العالم في عام 2018 إلى انخفاض إنتاج فول الصويا وجفاف عائدات الضرائب.
في وقت لاحق من عام 2018 رفع بنك الاحتياطي الفيدرالي في الولايات المتحدة أسعار الفائدة من 0.25% إلى 1.75% ثم 2%. وقد أدى ذلك إلى عودة المستثمرين إلى الولايات المتحدة وترك الأسواق الناشئة. وكان التأثير وهو ارتفاع سعر دولار الولايات المتحدة متواضعا في معظم البلدان ولكن كان محسوسا بقوة بشكل خاص في الأرجنتين والبرازيل وتركيا. وعلى الرغم من ارتفاع أسعار الفائدة ودعم صندوق النقد الدولي خشي المستثمرون من احتمال وقوع البلاد في حالة تخلف عن سداد الديون السيادية مرة أخرى خاصة إذا تم التصويت على إدارة أخرى خلال الدورة الانتخابية المقبلة وبدأوا في سحب الاستثمارات. وأدت كل هذه العوامل إلى ارتفاع كبير في سعر الدولار الأمريكي في الأرجنتين. وقام البنك المركزي برفع سعر الفائدة مرة أخرى إلى 60% لكنه لم يتمكن من الاستمرار.
أعلن ماكري في 8 مايو 2018 أن الأرجنتين ستسعى للحصول على قرض من صندوق النقد الدولي. كان القرض الأولي 50 مليار دولار وتعهدت البلاد بخفض التضخم والإنفاق العام. واستقال فيديريكو ستورزينيجر رئيس البنك المركزي الأرجنتيني بعد أسبوع إلى جانب الكثير من كبار موظفيه. استبدله ماكري بلويس كابوتو ودمج وزارتي الخزانة والمالية في وزارة واحدة بقيادة نيكولاس دوجوفني. تسببت أزمة العملة والديون التركية في ارتفاع آخر في سعر الدولار. وتمت استعادة الرسوم الجمركية على صادرات الصويا نتيجة للأزمة. استقال كابوتو لأسباب شخصية وتم تعيين غويدو ساندليريس رئيسا للبنك المركزي. وقام صندوق النقد الدولي بتوسيع القرض بمبلغ إضافي قدره 7 مليارات دولار أمريكي وهو أكبر قرض في تاريخ صندوق النقد الدولي. وفي المقابل لن يعمل البنك المركزي على سعر الدولار إلا عندما يتجاوز متطلبات معينة. وخفضت الميزانية الوطنية لعام 2019 العجز الذي كان 2.6% من الناتج المحلي الإجمالي في عام 2018 إلى الصفر وتشير التقديرات إلى أن التضخم سينخفض من 44% إلى 23%. تمت الموافقة على هذه الميزانية من قبل الكونغرس على الرغم من المظاهرات ورفض كيرشنر.
في الانتخابات الرئاسية لعام 2019 تم انتخاب رئيس مجلس الوزراء السابق لنيستور كيرشنير ألبرتو فرنانديز رئيسا. رفضت الإدارة البيرونية الجديدة على الفور قبول المبلغ المتبقي البالغ 11 مليار دولار من القرض بحجة أنها لم تعد ملزمة بالالتزام بشروط صندوق النقد الدولي. استمرت قيمة البيزو في الانخفاض مع انسحاب المستثمرين الأجانب. وضربت جائحة كوفيد-19 البلاد في أوائل عام 2020. وسرعان ما أعاد فرنانديز بعض السياسات الاقتصادية الأكثر انتقادا لكريستينا كيرشنر وغالبا ما توسع فيها. وشمل ذلك رقابة مشددة للغاية على جميع عمليات صرف العملات والتي تضمنت تحديد حد أقصى لصرف 200 دولار أمريكي شهريا لجميع المواطنين وفرض ضريبة جديدة بنسبة 35٪ على جميع عمليات صرف العملات الأجنبية وتجميد سعر الصرف الرسمي بشكل مصطنع. بحلول سبتمبر 2020 كانت الحكومة قد فرضت قيودا مشددة على معظم عمليات الصرافة خاصة بالنسبة للمواطنين الذين ليس لديهم دخل ثابت. تسببت هذه الإجراءات في عودة سوق الصرف الأجنبي السري إلى الحياة على الرغم من الجهود التي بذلتها إدارة ماكري السابقة للقضاء عليه مما أدى إلى إضعاف سيطرة الأرجنتين على اقتصادها. في عام 2022 وصل معدل التضخم في الأرجنتين إلى 100٪ وفي نوفمبر 2023 وصلت النسبة إلى 143% حيث يعيش 55% من الأطفال في الأرجنتين تحت خط الفقر وأكثر من 18 مليون مواطن غير قادرين على شراء السلع الأساسية اعتبارا من عام 2023. عندما تم انتخاب خافيير مايلي لمنصب الرئيس في ديسمبر 2023 كان وعده الانتخابي الرئيسي هو بدء خطة اقتصادية للتعافي التحرري للتخفيف من الأزمة الاقتصادية واستعادة الاقتصاد الأرجنتيني إلى الحياة الطبيعية. في يناير 2024 بعد إدخال سلسلة من تدابير الصدمة الاقتصادية وصل التضخم إلى أعلى مستوى له منذ 32 عاما عند 211%. كما أعلن الرئيس خافيير مايلي عن تخفيضات واسعة النطاق في الحكومة بما في ذلك محاولة إلغاء جزء كبير من الوزارات الحكومية.